# Xylechinus pilosus
Xylechinus pilosus is een keversoort uit de familie snuitkevers (Curculionidae). De wetenschappelijke naam van de soort werd in 1837 gepubliceerd door ulius Theodor Christian Ratzeburg.